# (17357) Lucataliano
(17357) Lucataliano est un astéroïde de la ceinture principale.

## Description
(17357) Lucataliano est un astéroïde de la ceinture principale. Il fut découvert le 23 août 1978 au Mont Stromlo par Giovanni de Sanctis et Vincenzo Zappalà. Il présente une orbite caractérisée par un demi-grand axe de 2,66 UA, une excentricité de 0,23 et une inclinaison de 15,1° par rapport à l'écliptique.

## Compléments